# Global Health (baza podataka)
Global Health je bibliografska baza podataka koja se fokusira na istraživačku literaturu na temu javnog zdravstva i zdravstvenih znanosti odnosno medicine, uključujući i praksu. Informacije su indeksirane u više od 5000 akademskih revija i indeksirane iz više vrela kao što su izvješća, knjige i konferencije. Global Health sadrži više od 1,2 milijuna znanstvenih zapisa od 1973. do danas, uz dodatnih 90 000 indeksiranih i sažetih zapisa godišnje. Sažeta su vrela iz izdanja iz 158 država, iz izdanja na 50 raznih jezika. Svaki važni neengleski tekst preveden je na engleski. Zbornici, patenti, teze (doktorske i magistarske), elektronske publikacije i relevantni ali "teška za naći" vrela su također dijelom ove podatkovne baze.  Global Health je unutar CAB Directa, koji osim njega obuhvaća i CAB Abstract . Dubina zapisa su bibliografski, sažetci i indeksni. Davatelji pristupa (pristupne točke) su CAB Direct, SilverPlatter, Web of Knowledge, EBSCO, OvidSP, Dialog, Dimdi.